# New York Film Critics Circle Award/Beste Kamera
Gewinner des Preises des New York Film Critics Circle in der Kategorie Beste Kamera (Best Cinematographer).
Am erfolgreichsten in dieser Kategorie war der australische Kameramann Christopher Doyle, der den Preis bisher dreimal gewinnen konnte. 10 Mal gelang es der Filmkritikervereinigung vorab den Oscar-Gewinner zu präsentieren, zuletzt 2018 geschehen mit dem Sieg des Mexikaners Alfonso Cuarón (Roma). 2009 konnte sich mit Christian Berger (Das weiße Band – Eine deutsche Kindergeschichte) erstmals ein Kameramann aus dem deutschsprachigen Raum in die Siegerliste eintragen. 2017 wurde mit Rachel Morrison (Mudbound) erstmals eine Kamerafrau geehrt.
Die Jahreszahlen der Tabelle nennen die bewerteten Filmjahre, die Preisverleihungen fanden jeweils im Folgejahr statt.
| Jahr | Preisträger                                   | Filmtitel                                          | Deutscher Titel                                 |
| ---- | --------------------------------------------- | -------------------------------------------------- | ----------------------------------------------- |
| 1980 | Ghislain Cloquet* Geoffrey Unsworth*          | Tess                                               | Tess                                            |
| 1981 | David Watkin                                  | Chariots of Fire                                   | Die Stunde des Siegers                          |
| 1982 | Néstor Almendros                              | Sophie’s Choice                                    | Sophies Entscheidung                            |
| 1983 | Gordon Willis                                 | Zelig                                              | Zelig                                           |
| 1984 | Chris Menges*                                 | The Killing Fields                                 | The Killing Fields – Schreiendes Land           |
| 1985 | David Watkin*                                 | Out of Africa                                      | Jenseits von Afrika                             |
| 1986 | Tony Pierce-Roberts                           | A Room with a View                                 | Zimmer mit Aussicht                             |
| 1987 | Vittorio Storaro*                             | The Last Emperor                                   | Der letzte Kaiser                               |
| 1988 | Henri Alekan                                  | Der Himmel über Berlin                             | Der Himmel über Berlin                          |
| 1989 | Ernest R. Dickerson                           | Do the Right Thing                                 | Do the Right Thing                              |
| 1990 | Vittorio Storaro                              | The Sheltering Sky                                 | Himmel über der Wüste                           |
| 1991 | Roger Deakins                                 | Barton Fink                                        | Barton Fink                                     |
| 1992 | Jean Lépine                                   | The Player                                         | The Player                                      |
| 1993 | Janusz Kamiński*                              | Schindler’s List                                   | Schindlers Liste                                |
| 1994 | Stefan Czapsky                                | Ed Wood                                            | Ed Wood                                         |
| 1995 | Lü Yue                                        | 摇呀摇，摇到外婆橋 (Yáo a yáo, yáo dào wàipó qiáo) | Shanghai Serenade                               |
| 1996 | Robby Müller                                  | Breaking the Waves Dead Man                        | Breaking the Waves Dead Man                     |
| 1997 | Roger Deakins                                 | Kundun                                             | Kundun                                          |
| 1998 | John Toll                                     | The Thin Red Line                                  | Der schmale Grat                                |
| 1999 | Freddie Francis                               | The Straight Story                                 | Eine wahre Geschichte – The Straight Story      |
| 2000 | Peter Pau*                                    | 臥虎藏龍 (Wòhǔ Cánglóng)                           | Tiger & Dragon                                  |
| 2001 | Christopher Doyle Pin Bing Lee                | 花樣年華 (Huāyàng niánhuá)                         | In the Mood for Love                            |
| 2002 | Edward Lachman                                | Far from Heaven                                    | Dem Himmel so fern                              |
| 2003 | Harris Savides                                | Elephant Gerry                                     | Elephant Gerry                                  |
| 2004 | Christopher Doyle                             | 英雄 (Yīngxióng)                                   | Hero                                            |
| 2005 | Christopher Doyle Pung-Leung Kwan Yiu-Fai Lai | 2046                                               | 2046                                            |
| 2006 | Guillermo Navarro*                            | El laberinto del fauno                             | Pans Labyrinth                                  |
| 2007 | Robert Elswit*                                | There Will Be Blood                                | There Will Be Blood                             |
| 2008 | Anthony Dod Mantle*                           | Slumdog Millionaire                                | Slumdog Millionär                               |
| 2009 | Christian Berger                              | Das weiße Band – Eine deutsche Kindergeschichte    | Das weiße Band – Eine deutsche Kindergeschichte |
| 2010 | Matthew Libatique                             | Black Swan                                         | Black Swan                                      |
| 2011 | Emmanuel Lubezki                              | The Tree of Life                                   | The Tree of Life                                |
| 2012 | Greig Fraser                                  | Zero Dark Thirty                                   | Zero Dark Thirty                                |
| 2013 | Bruno Delbonnel                               | Inside Llewyn Davis                                | Inside Llewyn Davis                             |
| 2014 | Darius Khondji                                | The Immigrant                                      | The Immigrant                                   |
| 2015 | Edward Lachman                                | Carol                                              | Carol                                           |
| 2016 | James Laxton                                  | Moonlight                                          | Moonlight                                       |
| 2017 | Rachel Morrison                               | Mudbound                                           | Mudbound                                        |
| 2018 | Alfonso Cuarón*                               | Roma                                               | Roma                                            |
| 2019 | Claire Mathon                                 | Portrait de la jeune fille en feu                  | Porträt einer jungen Frau in Flammen            |
| 2020 | Shabier Kirchner                              | Small Axe                                          | nicht bekannt                                   |
| 2021 | Janusz Kamiński                               | West Side Story                                    | West Side Story                                 |
| 2022 | Claudio Miranda                               | Top Gun: Maverick                                  | Top Gun: Maverick                               |
| 2023 | Hoyte van Hoytema                             | Oppenheimer                                        | Oppenheimer                                     |

* = Kameraleute, deren Arbeit später mit dem Oscar für die Beste Kamera gewürdigt wurde